# Jonas Hellborg
Jonas Hellborg (ur. 7 czerwca 1958 r.) – szwedzki gitarzysta basowy. Współpracował z takimi artystami jak: John McLaughlin, Ustad Sultan Khan, Fazal Qureshi, Bill Laswell, Shawn Lane, Jens Johansson, Michael Shrieve, V. Selvaganesh, Mattias IA Eklundh i Buckethead.

## Wybrana dyskografia
- Michael J. Smith, Jonas Hellborg, Danny Gottlieb, Paul Chelko – Faces (1986, Day Eight Music)[1]
- Jonas Hellborg, Trilok Gurtu – Adfa (1989, Day Eight Music)[2]
- Ginger Baker, Jens Johansson, Jonas Hellborg – Unseen Rain (1992, Day Eight Music)[3]
- Jonas Hellborg, Buckethead, Michael Shrieve – Octave Of The Holy Innocents (1993, Day Eight Music)[4]
- Jonas Hellborg, Anders Johansson, Vinayakram Selvaganesh, Mattias Ia Eklundh, Jens Johansson – Art Metal - Vyakhyan-Kar (2007, Bardo Records)[5]